# The Brown Bunny
The Brown Bunny är en amerikansk-japansk-fransk långfilm från 2003 i regi av Vincent Gallo, med Vincent Gallo, Chloë Sevigny, Cheryl Tiegs och Elizabeth Blake i rollerna.

## Handling
Den professionella motorcyklisten Bud Clay åker från New Hampshire till Kalifornien för att delta i en tävling. Längs vägen träffar han många kvinnor som skyddar honom mot hans ensamhet, men det är bara en speciell kvinna från hans förflutna som verkligen kan tillfredsställa honom.

## Om filmen
I en scen utför Chloë Sevigny autentiskt oralsex på regissören/skådespelaren Vincent Gallo, vilket chockerade publiken. En fjärrstyrd kamera användes då den scenen spelades och endast Sevigny och Gallo fanns i rummet.
Både Winona Ryder och Kirsten Dunst fick roller i filmen och hann spela in några scener innan Gallo avskedade dem. Gallo berättade detta under en presskonferens i Cannes år 2003.

## Rollista
| Vincent Gallo   | – Bud Clay   |
| Chloë Sevigny   | – Daisy      |
| Cheryl Tiegs    | – Lilly      |
| Elizabeth Blake | – Rose       |
| Anna Vareschi   | – Violet     |
| Mary Morasky    | – Mrs. Lemon |